# Pena-Shokeir-Syndrom
Beim Pena-Shokeir-Syndrom handelt es sich um eine sehr selten auftretende angeborene Erkrankung, die oft zu Früh- oder Totgeburten führt. Überlebende Säuglinge sterben meist innerhalb weniger Tage bis Monate nach der Geburt.
Man unterscheidet zwischen Pena-Shokeir-Syndrom vom Typ I und Typ II. Das Syndrom kann nicht auf eine eindeutig definierte Ursache zurückgeführt werden, die Diagnose erfolgt nur aufgrund von Symptomen.
Aufgrund vielfach auftretender Ähnlichkeiten zu Trisomie 18 wird das Pena-Shokeir-Syndrom auch Pseudo-Trisomie 18 genannt.
Weitere Synonyme sind: Pseudo-Trisomie 18; Fetale Akinesie/Hypokinesie-Sequenz; Zerebro-okulo-fazio-skelettales Syndrom (COFS-Syndrom); Fetales Akinesie Deformations Syndrom (FADS); Pena-Punnett-Syndrom, COFS-Syndrom Typ II
Die Namensbezeichnungen beziehen sich auf die Autoren der Erstbeschreibung aus dem Jahre 1974 durch die kanadischen Humangenetiker S. D. J. Peña und M. H. K. Shokeir und zeitgleich durch die US-amerikanischen Pädiater Hope H. Punnet, Mildred L. Kistenmacher.

## Verbreitung
Die Häufigkeit wird mit  etwa 1 auf 12.000 Geburten oder mit unter 1 zu 1.000.000 angegeben, die Vererbung erfolgt autosomal-rezessiv.

## Einteilung
Man unterscheidet zwischen Pena-Shokeir-Syndrom Typ I und Typ II, dort mit weiteren Einzelheiten.
- Typ I: Fetale Akinesie/Hypokinesie-Sequenz, FADS (Fetal akinesia deformation syndrome), Arthrogryposis multiplex congenita mit Lungenhypoplasie[5]
- Typ II: Zerebro-okulo-fazio-skelettales Syndrom, (COFS-Syndrom)[6]

## Symptome
Symptome sind Fehlbildungen und Unterentwicklungen äußerer und innerer Organe. Typisch ist eine unterentwickelte Lunge (Lungenhypoplasie). Äußerlich treten oft Gesichtsanomalien sowie Gelenkkontrakturen (Arthrogryposis) auf, die durch eingeschränkte Bewegungsfähigkeit (Akinesie) verursacht werden. Hinzu kommt eine starke Vermehrung des Fruchtwassers (Polyhydramnion), meist aufgrund der Unfähigkeit des Fetus, das Fruchtwasser zu schlucken.

## Diagnose
Die beschriebenen körperlichen Symptome, die Akinesie und das vermehrte Auftreten von Fruchtwasser können bereits in der Schwangerschaft mittels Ultraschalluntersuchungen (häufig beim Feinultraschall) diagnostiziert werden.
Eine eindeutige, z. B. molekulare Diagnostik des Pena-Shokeir-Syndroms existiert jedoch nicht. Die Diagnose beruht daher in der Regel auf pathologischen Befunden und Ausschlusskriterien (Differentialdiagnose) für andere Krankheiten.

## Differential-Diagnose
Abzugrenzen ist unter anderem das Multiples Pterygium-Syndrom.

## Wiederholungswahrscheinlichkeit
Da der Bezug zu genetischen Ursachen nicht aufgeklärt ist und das Syndrom möglicherweise von mehreren Genen beeinflusst wird, können nur statistische Aussagen zur Wiederholungswahrscheinlichkeit gemacht werden. Die Wiederholungswahrscheinlichkeit liegt zwischen 0,01 % und 25 %. Dabei spielen der Verwandtschaftsgrad der Elternteile und das Auftreten ähnlicher Krankheiten in beiden Familien eine Rolle. Im Gegensatz zu Genommutationen (wie z. B. Formen der Trisomie) steigt die Auftretenswahrscheinlichkeit nicht mit dem Alter der Mutter an.